# La Lutte de Jacob avec l'ange (Baudry)
Pour les articles homonymes, voir La Lutte de Jacob avec l'Ange.
La Lutte de Jacob avec l'ange est une peinture à l'huile sur toile de Paul Baudry mesurant 260 × 165 cm. Elle a été réalisée en 1853 lors du séjour de l'artiste à Rome à la villa Médicis et est conservée au musée municipal de La Roche-sur-Yon.

## Historique
Afin de ne pas tomber dans les lieux communs de l’académisme et réaliser un énième Berger dormant ou Soldat blessé, Baudry choisit d’historier son académie avec un sujet biblique, la Lutte de Jacob avec l'ange. Néanmoins, son interprétation très personnelle du « passage obscur de la Genèse » se révèle sans rapport avec les représentations antérieures du sujet. Il choisit en effet de donner à ses figures un caractère allégorique : « Jacob est la jeunesse de l’homme, l’Ange l’idéal », leur lutte illustrant la chute des illusions de l’homme lors du passage à l’âge adulte.

« La Lutte de Jacob avec l’Ange, par M. Baudry, travail de sa deuxième année, ne manque pas d’une certaine originalité ni de quelques étincelles de coloris. Pour de la noblesse dans les expressions et les formes et de l’élévation de style, il n’y en a pas l’apparence ; mais je le répète, il y a dans ce tableau quelque chose qui vient de l’artiste, qui ne sent pas l’imitation des choses déjà faites, et cette qualité n’est pas assez commune pour que nous n’en fassions pas une mention particulière. »

— Delécluze, Journal des débats politiques et littéraires, 4 octobre 1853, p. 3.
Cette œuvre est entrée dans les collections du musée municipal de La Roche-sur-Yon grâce à un don du peintre à sa ville natale.